# 布田五宿
布田五宿（ふだごしゅく）は、かつての甲州街道にあった国領宿・下布田宿・上布田宿・下石原宿・上石原宿の宿場。東京都調布市に位置する。

## 概要

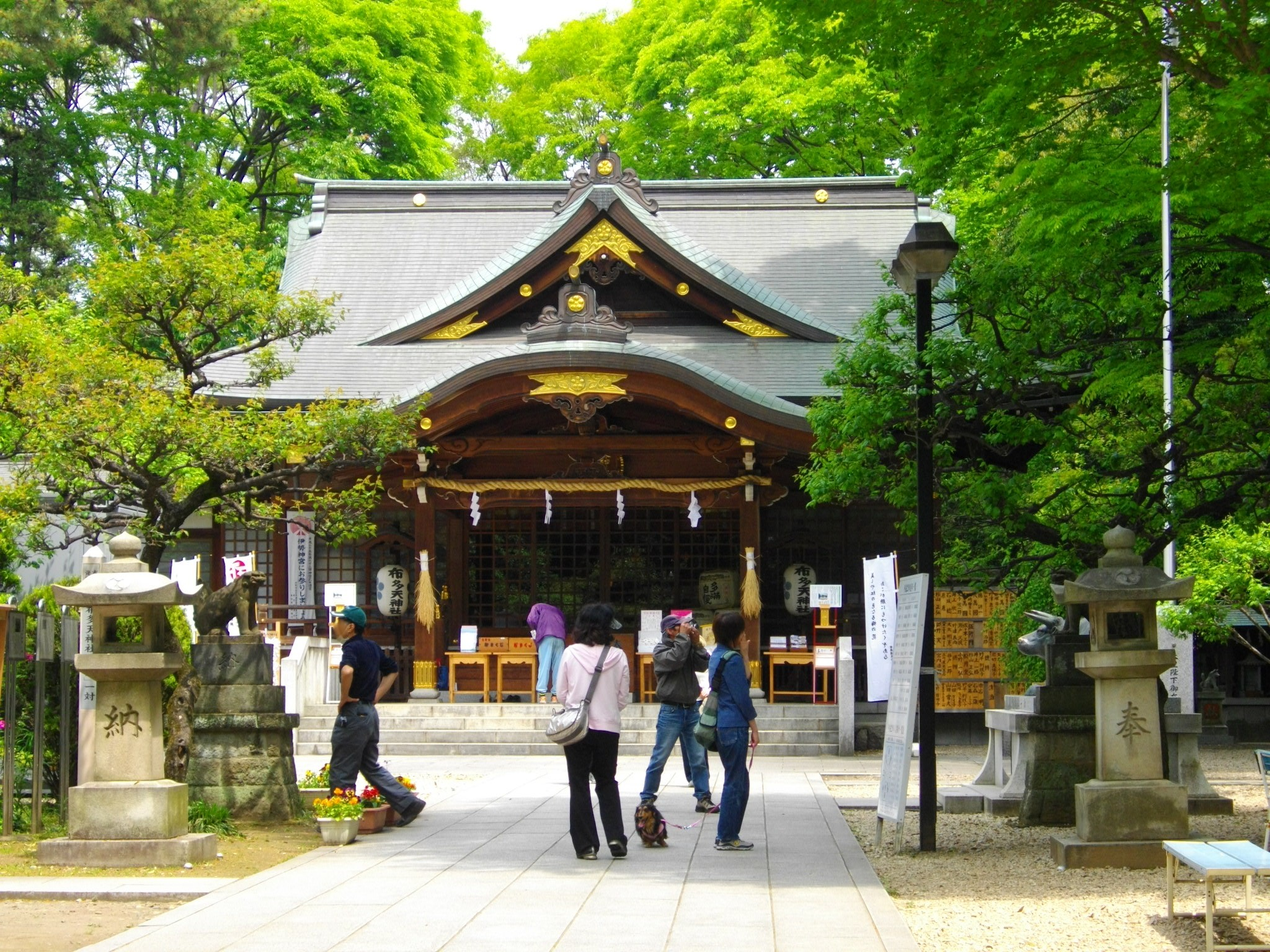
布多天神社

通行大名が少なく、9軒の旅籠だけという小さな宿場で、本陣・脇本陣はなかった。布多天神社は栄えていた。

## 隣の宿
高井戸宿（下高井戸宿 - 上高井戸宿） - 布田五宿 - 府中宿